# AHSクラブ
AHSクラブ（ポーランド語で蟹の意味）は、ポーランドのスタロヴァ・ヴォラ製鉄所が設計した155mm NATO互換の自走式榴弾砲である。ポーランド陸軍及びウクライナ陸軍向けにフルレート生産が開始され、2021年末までにポーランド軍向け64両が完成しており、2027年までにポーランド軍向け合計120両を、また可能な限り早期にウクライナ軍向け54両を納入完了予定である。

## 概要
イギリス製AS-90の砲塔にポーランド国産ヴェトロニクスを統合するとともに、韓国製K9自走砲の車体を組み合わせたものである。2011年版の試作車両はポーランド国産UPG-NG車体とネクスター・システムズ製の砲身を採用。2016年生産分以降はK9の車体とラインメタルの砲身を使用している。
- 火砲部

砲塔については英AS-90をライセンス生産し、ポーランド国産の火器管制システムを統合、また砲身については原型のAS-90が39口径であるのに対し、52口径長砲身の「Braveheart」仕様となっている。砲身についてはポーランド国産化を推進しつつも、当面はラインメタルからの輸入となる
- 車体部

車体部については韓国とポーランドの共同開発による設計変更が行われ、当時韓国本国向けK9自走砲には装備されていなかった自動消火システム、補助動力装置（APU）、フィルタリング換気システムが搭載されるとともに、ポーランドの要求にあわせ操縦手席の計器配置の変更の改良がおこなわれた。
試作型UPG-NG車体と量産型K9車体の双方を使用したポーランド兵士の証言によると、K9車体は優れた油圧空気圧サスペンションにより、試作車体に比較して砲弾発射後の車両全体の揺れがより効率的かつ迅速に抑制されるとともに、より高速の発射速度と精密な火力発揮能力、はるかに優れた不整地走行性を発揮していると評価している
パワーパック、サスペンションを除く車体部の主要コンポーネントはポーランド国内で内製化されている。
- レジーナ戦隊火力モジュール

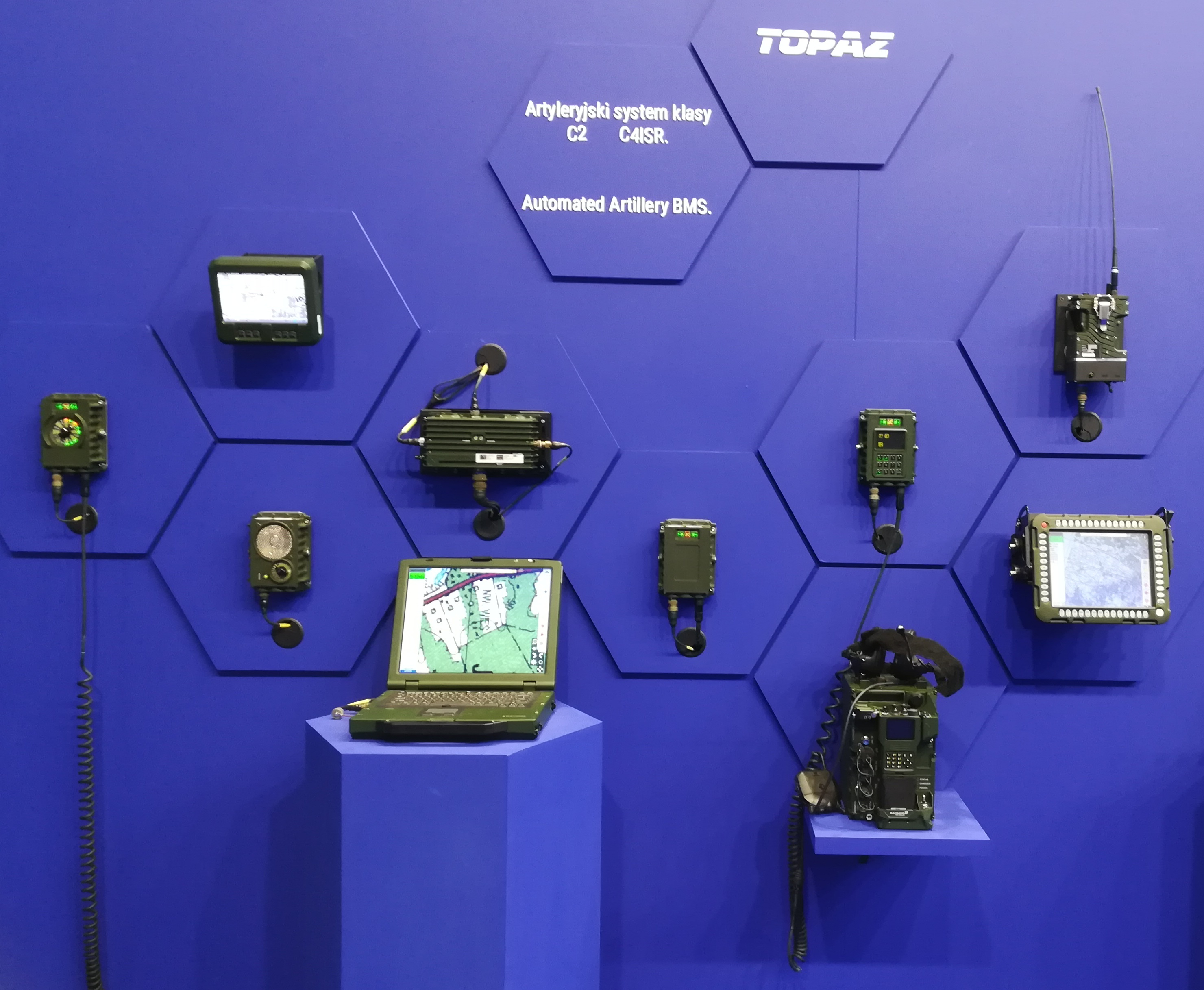
トパーズ統合戦闘管理システムのコンポーネント

155㎜自走榴弾砲クラブ（Krab）は、アザリア（Azalia）戦隊火器管制指揮システム、ワラン（Waran）兵站システムなどの各種サブシステムを統合し、一つの有機的な機動火力システムとして機能する事を想定した一連の長射程機動自走砲システム「レジーナ戦隊火力モジュール（Regina Dywizjonowe moduły ogniowe）」の中核となるアセットとして開発された。これら各種のサブシステムはさらに上位のWBエレクトロニクス製「トパーズ統合戦闘管理システム」へと接続される。
「レジーナ戦隊火力モジュール」は、それぞれ24両のクラブ自走砲を装備した砲兵戦隊（DMO,Dywizjonowych Modułów Ogniowych）を基準単位とし、合計6コ砲兵戦隊120両のクラブ自走砲を配備する構想となっている。レジーナ1コ砲兵戦隊の構成は以下の通り
- クラブ自走榴弾砲×24両（1コ中隊8両×3コ中隊）
- 戦隊司令官車及び幕僚車（WDSz）×計3両
- 各砲兵中隊指揮官車（WD）×3両
- 各砲兵小隊指揮官車（WD）×6両
- 弾薬車（WA）×6両
- 兵器・電子機器オーバーホール車（WRUiE）×1両

クラブ自走砲1コ射撃中隊には指揮官車（WD）×2両が装備されており、1両は中隊長、もう1両は中隊幕僚が通常使用する。必要に応じ、射撃中隊を2個の射撃小隊に分割して、2両のWDがそれぞれの射撃小隊を指揮し射撃単位数を増やし別目標を射撃させる事が可能となっている。
また、クラブ自走砲及び指揮官車（WD）はデジタルデータリンクにより自車位置、目標方向・座標をデジタルマップ上で共有することが可能であるため、自走砲間を最大1～1.5㎞ほど離隔する事が可能であり、敵による一度の攻撃で中隊全体が全滅する事態を避けることが可能となっている。これは各砲間の離隔距離が100m程度であったソビエト式砲兵とは対照的な運用を可能とする。
ウクライナ軍においては、1コ中隊6両編成で運用されている。
| バリエーション | AHSクラブ              | K9                     | AS-90                  |
| -------------- | ---------------------- | ---------------------- | ---------------------- |
| 主砲           | 52口155㎜              | 52口155㎜              | 39口径155㎜            |
| 就役           | 2008年～               | 1998年～               | 1992年～               |
| 製造数         | 48両＋                 | 2000両＋               | 179両                  |
| 装填方式       | 半自動装填（機力補助） | 半自動装填（機力補助） | 半自動装填（機力補助） |
| 射程           | 40km(BB)               | 40km(BB)               | 30km(RAP)              |
| バースト射撃   | 3発/10秒               | 3発/15秒               | 3発/10秒               |
| 最大発射速度   | 6発/3分                | 6発/3分                | 6発/3分                |
| 持続発射速度   | 2発/分                 | 2発/分                 | 2発/分                 |
| 砲弾搭載数     | 40                     | 48                     | 48                     |
| 重量           | 48トン                 | 47トン                 | 42~45トン              |

## 歴史
- 開発開始から研究開発段階[12][13][10]。

1980年代後半、ポーランド陸軍は旧式のけん引式榴弾砲152mm榴弾砲wz.1937/1985を新型の師団砲兵システムへと換装する事を検討し始めた。1991年、ポーランドはパートナー国からの技術導入を得て国産自走砲を開発する事方針を固めた。
開発にあたり、新型自走砲の主砲はNATO規格の155㎜口径とすることが真っ先に決定され、要求仕様として射程40kmを有する事とした。これは必然的に52口径の長砲身砲を採用する事となった。新型自走砲システムは152mm榴弾砲wz.1937/1985の2馬の有効射程を有する事とされた。
ポーランドは1983年から1987年にかけてチェコスロバキアから77両のダナ 152mm自走榴弾砲を輸入していた経緯もあり、155㎜自走砲システム開発のパートナー国としてチェコスロバキアとの協議が開始された。当時チェコスロバキアはダナ自走砲をNATO規格の155㎜規格に改良したズザナ 155mm自走榴弾砲の開発を開始しており、ポーランドはコードネーム「Zuzanna」と言う、ズザナの砲塔システムと国産車体を統合した装軌式自走砲の開発計画を構想した。スロバキアにおいては、T-72M1戦車の車体部を改造した車体にズザナの砲塔を搭載した「Himalaya A40」または「T-72A40」が試作されており、ポーランドはこれに倣い、グリヴィツェにあるOBRUMがSPG-1M（ソ連のMT-Sトラクターから派生して開発した）の車体をベースに、PT-91戦車と共通の部品を用いて開発した「UPG-NG」車体を使用する方向とした。当時この車体部は「Kalina」という名称であった。
1993年、ポーランド軍参謀本部は陸軍近代化計画の一部である新型自走砲開発計画について、スタロヴァ・ヴォラ製鉄所の提案を採用、1996年から2010年にかけて納入する事とした。
1994年7月、ポーランド陸軍砲兵部門は、155㎜自走砲システムの技術的要件を指定、技術的・経済分析と納入スケジュールについてスタロヴァ・ヴォラ製鉄所との交渉を開始した。砲兵部隊の単位は戦隊（Squadron）となり、1コ戦隊には6コ砲兵中隊に加え作戦・指揮・兵站機能を備える事とされ、最大18個戦隊を調達・配備する事が計画された。当時の想定によれば、新型155㎜自走砲システムは敵火砲・ミサイルシステムや対空火力、予備部隊や指揮機関等の縦深の敵戦闘力を破壊するために運用される事となっていた。
要求仕様については要求仕様「射程40㎞」「射撃準備時間30秒」「戦車と同等の機動性」「自動地形追従」「車両の完全な自律性」「湿度98％、砂塵2g/m3、気温-35～+50℃、海抜3,000mまでの環境下で運用可能である事」「CBRN兵器に対する防護システムを有する事」「車高4.2m以下で鉄道・海上・航空輸送プラットフォームで輸送可能であること」などが定められた。また、砲の選定にあたっては砲身長52口径であるとともに、NATO規格JBMoU(Joint Ballistic Memorandum of Understanding)の要件を満たす事が基本的条件と定められた。FCS制御され、機械化された弾薬装填システムを備えた新型自走砲システムは上記の通り「Kalina」車体システムに搭載される事となった。
同年、ポーランドはチェコスロバキアとの共同開発プロジェクトから離脱
1996年3月、ポーランド国防省は、スタロヴァ・ヴォラ製鉄所にZuzanna砲システム計画に関するRFPを正式に発出、同年11月28日、同製鉄所と開発契約を締結した。契約によれば、新型自走砲は外国製の既存自走砲砲塔を入札・獲得し、ポーランド国産車体を統合する方式となった。155㎜の自走砲砲塔システムを開発している世界19社に入札以来が発出され、それに応じた中から4社の提案が候補として採用され交渉が継続された。4社の内訳は南アフリカのデネル（G6 155mm自走榴弾砲）、チェコスロバキアのZTS社（現KONSTRUKTA-Defence社）（ズザナ 155mm自走榴弾砲）、イギリスのヴィッカース社（AS-90）、ドイツのKMW社（PzH2000自走榴弾砲）。この時点での有力候補は、共同プロジェクトの実績や、各種オフセット契約を締結できる見込みの大きいチェコスロバキアのズザナ自走榴弾砲砲塔を採用する案であった。
1997年には第一次選考を通過した企業に対し再度コンペティションが開催されたが、この時、製造開始の際にスタロヴァ・ヴォラ製鉄所が不利になる要素があるとして一次中止となった。このため、砲塔ライセンスの購入と火砲システムの国産独自の構築という最初の想定を変更し、外国パートナー企業がシステムの共同生産に参画し、砲塔モジュール一式の技術移転についてポーランドに保証する事と改められた。
1997年末、砲塔システムの共同開発を行うパートナー企業を選定するための2回目の入札が実施された。候補については、イギリス製AS-90ブレイブハート（AS-90の砲身を原型の39口径から52口径の長砲身砲に換装したモデル）、ズザナ 155mm自走榴弾砲、PzH2000自走榴弾砲となった。南アフリカは撤退した。この入札の受有企業はポーランドへの技術移転を行う取り決めとなっていた。
1998年をかけて、3メーカーの提案が検討された。PZH2000は砲塔と車体が密接かつ複雑に組み合わさって単一のシステムとして機能する構造であるため、ポーランドの要求に一致していないと評価され、AS-90ブレイブハートのみが完全に独立したシステムとしての砲塔を有するものと評価された。しかしながらポーランドは最終的にPZH2000とAS-90の双方を選択し、射撃試験トライアルを実施して評価する事を決定した。
最終的に、AS-90ブレイブハートのみが射撃試験に参加し、1999年6月の試験を成功裏に終了した後、52口径ERO（Extended Range Ordnance）砲身を有するをAS-90ブレイブハートの砲塔が選定された。
1999年7月、スタロヴァ・ヴォラ製鉄所にAS-90ブレイブハートの砲塔システム一式に関する全面的な技術移転が決定され、合わせてポーランドから第3国へこれを移転する事を許可する約9000万ズウォティ規模の契約が締結された。契約は非常にポーランドに有利な内容であり、英国で製造された6基の完成砲塔の供与、砲塔システムの設計技術およびFCSシステムの完全なライセンス権の譲渡、製造工具の提供、スペアパーツの提供、技術支援の提供が含まれる。また、ポーランドで生産される砲の砲身もイギリスが供給することとなった。イギリスとの契約では、システムの段階的な完全なポーランド化と開発作業への協力、そして将来的にはスタロヴァ・ヴォラ製鉄所がイギリスから砲塔の製造設備を引き継いでAS-90砲塔の単独製造者となることも定められた。2000年に最初の砲塔がポーランド製車体に搭載され、プロトタイプの車両が製造される計画となった。
ポーランドは、新型自走榴弾砲「クラブ（Krab）」に加え、アザリア（Azalia）火器管制指揮システム、ワラン（Waran）兵站システムといったサブシステムを統合し、一つの有機的な機動火力システムとして機能する事を想定した一連の長射程機動自走砲システムを「レジーナ（Regina）」と命名した。
2000年5月、レジーナ戦隊火力モジュールの開発・生産契約がイギリスと締結した。スタロヴァ・ヴォラ製鉄所はメインシステムをBAEシステムズ社と、サブシステムは火器管制システムをWB Electronics Sp. z o.o社、車体開発を OBRUM S.A.社、兵站システム車両をStar Trucks Sp. z o.o.社とそれぞれ契約を締結した。
2000年10月、クラブ自走榴弾砲の試作車体がロールアウト、2001年3月に試作車用砲塔がイギリスより到着した。同年4月にはカリーナより重い、T-72戦車の駆動系を使用した重量32トンのOBRUM製車体も完成している

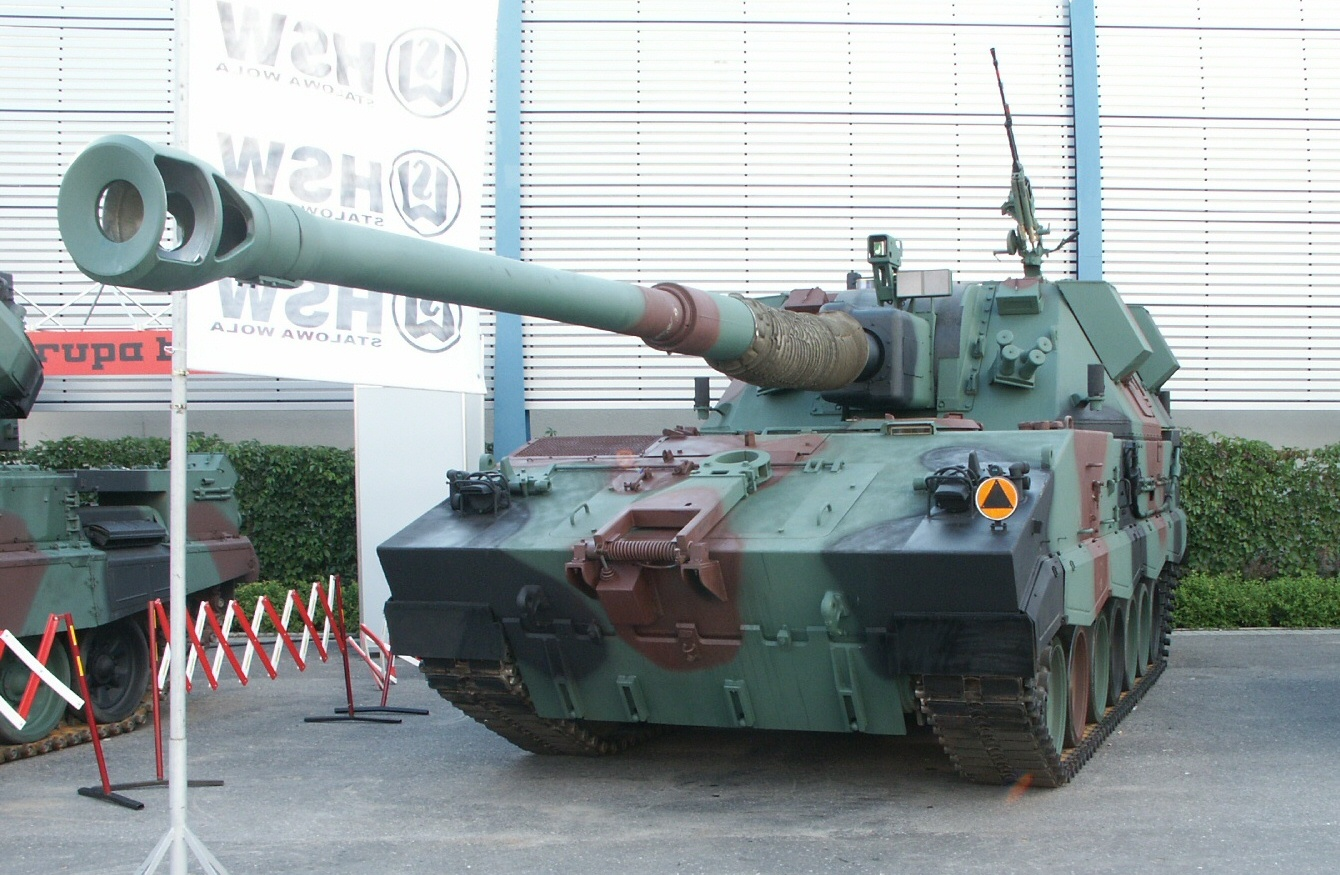
クラブ自走砲初期試作車両の1両（2004）

2001年6月、クラブ自走榴弾砲試作車1号車が完成、同年11月に射撃試験を実施した。同時期にアザリア（Azalia）火器管制指揮システムも開発され、2003年にプラットフォーム車体への搭載が開始された一方、ワラン（Waran）兵站システムについては当初の構想での開発が中止され、メーカー自社資金による兵站車両の開発となった。この時期、レジーナ戦隊火力モジュールの開発予算について大幅に削減され、クラブ自走榴弾砲の試作車についても当初の製造予定の6両から2両に削減、2008年の部隊配備についても遅延する事となった。
2002年、クラブ自走榴弾砲試作車2号車が完成、2002～2003年にかけて試作車2両を用いた工場内試験とフィールドテストを実施、2003年2～4月にかけて国防省監督下での認証試験を、2003年6月にはアザリアの認証試験を実施し、2003年8月に適合証明を獲得、レジーナ戦隊火力モジュールの生産が承認された。ただし、この時点でワラン兵站システムは完成しておらず、スタロヴァ・ヴォラ製鉄所の自己資金で弾薬車が完成しているのみだった。
ポーランド軍はこれをもって研究開発段階が終了したと認定し、2005年までに自走砲の量産車を獲得し、2018年までに72両を調達すると発表した。レジーナ計画は2億ズウォティの予算を予定していたが、実際には2004年までに研究開発費とモジュール購入に8560万ズウォティ、2基の試作車開発に7600万ズウォティが費やされた。
- 量産の難航と車体欠陥への対応[12]

当初、2003年末までに国防省がクラブ自走砲の正式発注をする予定であったが、主として財政的な理由から計画は遅延、試作車両2両を教育訓練用に転用し先行的に訓練を開始する、消耗が激しい試作1号車は博物館に移送する等様々な議論が発生した。
2006年9月、精密誘導弾を搭載することを条件にクラブ自走砲を陸軍へ配備することが正式決定。当面の1コ砲兵中隊を編成する為、クラブ自走砲を新規で4両製造し、試作車2両をオーバーホール・量産仕様車への近代化をすることが決定した。
2007年4月、国防省とスタロヴァ・ヴォラ製鉄所の間で、8両のクラブ自走砲と適切な数の指揮車両・支援車両を準備し、2009年末までに納入する事に関する交渉が持たれた。しかし、ここにきてアザリア（指揮システム）とワラン（兵站サブシステム）を搭載する車両について生産が終了しており、新たな搭載車両を選定する必要が生じるとともに、偵察サブシステムの主要コンポーネント（無人偵察機等）が欠けている事が認識され、これらの再選定及び再設計が必要となった。
2008年5月、国防省はスタロヴァ・ヴォラ製鉄所と2億3300万ズヴォティ規模のレジーナ戦隊火力モジュールに関する3年契約を締結した。この契約は下記の3つのサブ研究開発計画及び試験を含む。
- AS-90/52口径の砲塔システムと、OBRUMで開発した国産車体を組み合わせた155㎜自走榴弾砲「クラブ」の開発及び試験
- 砲兵戦隊の火力管制指揮統制システムの開発及び試験
- 技術的・後方支援システムの開発及び試験

これにより各種試験を2011年まで実施して、2012～2018年にかけて、50両のクラブ自走砲を備えた砲兵戦隊を4コ配備する計画であった。スタロヴァ・ヴォラ製鉄所はBAEシステムズ製砲塔を搭載したクラブ自走砲をアップグレードする事を決定、搭載するヴェトロニクスを一新し、精密誘導弾の運用に対応させた。指揮官・幕僚車は2S1自走榴弾砲の車体をスタロヴァ・ヴォラ製鉄所において改造し製造する事に決定した。ワラン兵站モジュールは、イェルチ社製Jelcz P882 8輪トラックベースの弾薬運搬車、同社製P662 6輪トラックベースの兵器・電子機器オーバーホール車両が充てられる事となった。
2008年、AS-90の製造及びブレイブハート改修をキャンセルしたヴィッカースとの協力関係が終了、フランスのAubert & Duval社及びネクスターで52口径砲身が製造される事となった。
2008年から2010年にかけてクラブ試作車両2両を量産仕様にするためのオーバーホール兼ねて近代化改修が実施され、更に6両の新造クラブ自走砲の製造が開始
2011年7月、レジーナ戦隊火力モジュールの受領試験が行われ、同年8月、砲兵戦隊用量産車の連続生産の契約を締結するとともに初のスタロヴァ・ヴォラ製鉄所完全生産のクラブ自走砲3号車が完成した。
2012年6月、2008年の契約に引き続く追加契約に係る付属文書に国防省は署名、2012年の第11砲兵連隊へのクラブ自走砲配備を皮切りに、2015年までに1コ砲兵戦隊規模のレジーナ戦隊火力モジュールを納入する事となった。

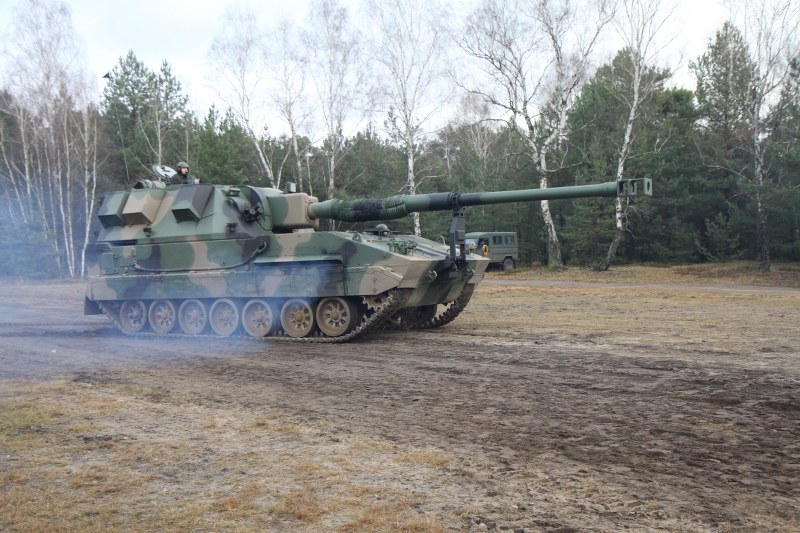
UPG-NG車体を使用したクラブ自走砲初期生産車両（2012）

2012年11月30日、ポーランド陸軍第11砲兵連隊は8両のクラブ自走砲に加え、3両の戦隊指揮官車・幕僚車、中小隊指揮官車、弾薬車及び兵器・電子機器オーバーホール車が含まれた。
しかしながら2013年、数週間の集中運用の結果8両のクラブ自走砲のうち6両の車体にマイクロクラックが確認された。専門家による調査の結果、車体部の設計に技術的な欠陥がある事が明らかとなった。また、当初使用されていたポーランド製S-12Uエンジンを製造していたPZL-Wola社がすでに清算されていたため、エンジンについても調達が困難となった。車両の欠陥はマイクロクラックに加え、非効率な冷却システムによるエンジンのオーバーヒート、エンジン室への燃料・オイル漏れに乗員室への排気ガス漏れなど、さらに多くの欠陥が発見された
2013年9月3日、K9 155mm自走榴弾砲をライセンス生産しているトルコMKEK社とクラブ自走砲問題解決に係る基本合意書を締結
2013年10月、スタロヴァ・ヴォラ製鉄所とKrab車体部の開発・製造を担当するZM BUMAR-ŁABĘDY S.A.社およびOBRUM Sp. z o.o.社との間で、2014年8月までに欠陥を改善した車体を供給する合意を締結、しかしながらエンジンの焼け付きなどの問題が試験において解決せず、2014年8月スタロヴァ・ヴォラ製鉄所は国防省に対し、UPG-NG車体での契約履行は不可能との報告書を送付した
2014年11月6日、ポーランド下院議会における質疑応答において、国防副大臣はクラブ自走砲の車体には欠陥があるため、スタロヴァ・ヴォラ製鉄所は現在の車体での納入は以後実施しないと判断していると答弁した。その上で、速やかにこれが実現されない場合、国防省によって契約が破棄される可能性があると述べた。ただし、2013 MSPOでトルコのMKEK（T-155フィルティナを生産）と協議するとともに、、2014年前半にK9 155mm自走榴弾砲を生産するSamsung Techwin（現ハンファテックウィン）と対応策について協議している事が当時ここで明らかになった。
K9 155mm自走榴弾砲のライセンス保持者である韓国ハンファは、K9ライセンス生産版T-155を製造するトルコMKEKよりも対応が柔軟であり、トルコMKEKが難色を示すポーランドが要求するK9設計資料へのアクセスだけでなく、K9車体の構造変更許可を取得する事が出来た
- K9自走榴弾砲の車体への換装

2014年12月17日、ポーランド国防省は韓国のサムスンウィンテック（現在のハンファテックウィン）との間で、K9の車体120両を購入する3億2,000万ドル相当の契約を締結した。最初の24両分の車体は2017年に納入され、96両分は2018年から2024年にかけてポーランドでライセンス生産されることとなる。
2015年6月25日、韓国で製造されたクラブ自走砲用K9車体の最初の1両をポーランドへ発送した事が発表された。この車体は7月にポーランド国内に到着し次第、砲塔と統合されることとなる
2015年8月24日、MSPO 2015において、K9車体を使用した最初のクラブ自走砲試作車両が公開された。同年9月より型式承認試験を開始し、演習場における3000㎞走行試験や、砲塔と車体の適合性を確認する射撃試験等を実施し、2016年半ばまでに完了する計画となる。
2015年10月24日、K9車体仕様のクラブ自走砲1両の受領試験に合格、同日、ポーランド軍への導入と連続生産を最終的に判断する型式承認試験が開始。
2016年4月、K9車体を使用した新型のクラブ自走砲は型式承認試験に合格、。同年4月7日に国防省がこの試験結果を承認し、連続生産の準備が完了した。
- レジーナ戦隊火力モジュールの連続生産及び運用の開始

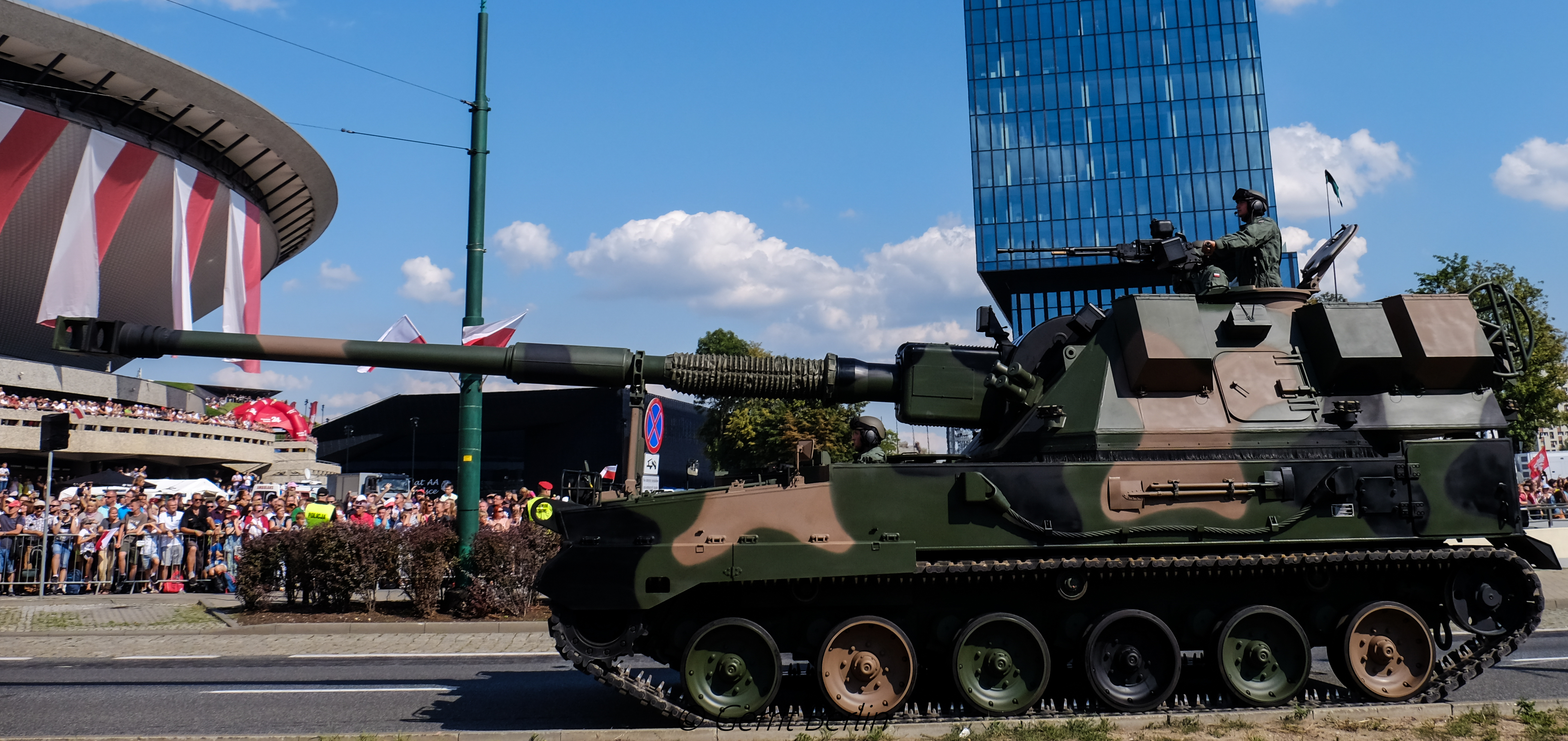
K9自走砲車体を使用したクラブ自走砲量産車（2018）

2016年12月14日、スタロヴァ・ヴォラ製鉄所と国防省は2018年から2024年にかけてポーランド軍へ4コ戦隊のレジーナ155㎜自走榴弾砲システムを納入する46億4900万ズウォティ規模の契約を締結した。契約には155mm口径自走砲榴弾砲「Krab」96両に加え、指揮・幕僚車（WDSz）12両、各級の指揮官車（WD）32両、弾薬車（WA）24両、兵器・電子機器オーバーホール車（WRUiE）4両が含まれる。なお、砲身については将来的な国産52口径砲身を製造する方向としつつ、当面はラインメタル製砲身を輸入、使用するとした。
なお2016年8月までの間に、UPG-NG車体の8両の初期量産型クラブをK9車体に換装するアップグレード処置が施された。
2017年7月31日、第16機械化師団第11砲兵連隊へ14両のクラブ自走砲を納入、同年8月31日、同連隊は初の完全編成の1コレジーナ戦隊火力モジュールの運用を開始式典を開催
2018年、自動溶接技術者などスタロヴァ・ヴォラ製鉄所の数十人の技術者グループは韓国ハンファ工場にて数ヵ月の研修を行い、組立技術・設備、生産組織、品質管理システムについて習熟、同年4月末より韓国から提供された鋼板を組み立てる研修最終段階へと進展した。ポーランド向けK9車体にはこの当時韓国本国向けK9車体には無かった自動消火システムなどを装備するポーランド向け改修が実施された。建設中の工場は2019年以後に稼働予定であり、それ以後はK9車体については韓国から輸入されるハイドロニューマチック・サスペンション及びパワーパックを除いた主要コンポーネントのポーランド国産化がなされる。
オリジナルK9車体からの設計変更部分は上記自動消火システムに加え、補助動力装置（APU）、フィルタリング換気システムが搭載された。また、ポーランドの要求にあわせ操縦手席の計器配置が変更された。これらポーランド仕様の開発は韓国ハンファとポーランド スタロヴァ・ヴォラ製鉄所の技術者チームによる共同開発が行われた
2019年10月30日、第12機械化師団第5砲兵連隊において完全編成の1コレジーナ戦隊火力モジュールが配備、編成式典を開催
2020年前半、第11機甲騎兵師団向けに、ポーランド国内工場で初めて製造された車体を使用した8両のクラブ自走砲がロールアウトした。車体についてはポーランド国内最大のX線検査室での欠陥検出検査で問題ない事が確認された
2020年10月、第11機甲騎兵師団第23砲兵連隊へレジーナ戦隊火力モジュールの配備を開始、12月時点でクラブ自走砲16両、指揮官車6両、幕僚車2両、弾薬車4両、兵器・電子機器オーバーホール車1両が引き渡し済みであり、2021年までに編制完結を予定。なお2022年から2024年にかけ、第18機械化師団へ2個モジュールを引き渡し5コ戦隊96両のクラブ自走砲の配備を完了する予定となる
2021年12月18日、第18機械化師団第21機械化旅団第14自走砲戦隊へレジーナ戦隊火力モジュールの配備を開始
2022年9月5日、MSPO 2022において、国防省は2コレジーナ戦隊火力モジュールの追加導入に関する契約を締結、これによりクラブ自走砲の調達数は合計120両、6コレジーナ戦隊火力モジュールが配備される事となる。契約額は38億1,000万ズヴォティで、追加2コモジュールの納入は2025年から2027年にかけて行われる
- ウクライナへの供与

2022年5月、2022年ロシアのウクライナ侵攻に基づくウクライナへの軍事援助の一環として、18両のクラブ自走砲がウクライナ軍へ供与された

2022年、上記18両に加えて、ポーランド政府によりウクライナへの軍事援助のため54両が新規に発注された。総額27億ズヴォティで、ウクライナ予算とEU基金から支払われる。

## 運用
ポーランド64両納入済み（総数120両契約済、－ウクライナ供与分の18両）
ポーランド陸軍のクラブ自走砲運用部隊は旅団内砲兵戦隊（DMO,Dywizjonowych Modułów Ogniowych）と師団直轄の砲兵連隊（複数の砲兵戦隊を擁する）で構成されている。
2022年末時点で下記の部隊へ配備されている。第1砲兵旅団（旧第11砲兵連隊）、第12砲兵連隊が完全編成、残り2コ連隊が2021年末時点で本部及び1コ中隊のみ編成済である
- 第16機械化師団第1マズール砲兵旅団（旧第11マズール砲兵連隊）（1コレジーナ戦隊火力モジュール）[30][31]
- 第12機械化師団第5ルブスキ砲兵連隊（1コレジーナ戦隊火力モジュール）[33]
- 第11機甲騎兵師団第23シレジア砲兵連隊（1コレジーナ戦隊火力モジュール（編成途中））[35]
- 第18機械化師団第21パドホレ機械化旅団第14自走砲戦隊（1コレジーナ戦隊火力モジュール（編成途中））[9]

 ウクライナ18（＋54両納入待ち）
ポーランドからの軍事援助として18両が供与された
2023年2月末時点で供与された18両のうち7両が完全に破壊、2両が損傷を受けた事が視覚的に確認されている
2022年、ポーランドからの軍事援助として9個中隊計54両のクラブ自走砲が発注された

## 派生型
Diana。
MSPO 2015で発表された試作車両
クラブ自走砲の初期試作車両のUPG-NG車体に、52口径長砲身モデルのズザナ２砲塔部を統合したもの
戦闘重量50トン、全周旋回の砲塔を備え最大射程41㎞超、発射速度は最大5発/分、13発/3分で乗員は4名